# Waitoreke
En Waitoreke (eller Waitoreki, Waitorete) sägs vara ett kryptozoologiskt djur som ska finnas i Nya Zeeland. Varelsen lär likna en utter eller bäver.

## Namn
Namnet Waitoreke sägs vara ogrammatiskt (och antas vara nonsens) enligt den ledande Māori-antropologen Sir Peter Buck. Trots detta har man tagit fram troliga etmytologier:
- Man är överens om att ordet Wai är Māori-ordet för "vatten".
- Vissa anser att "reke" översätts till "simmande".
- Andra tror att toreke eller toreki är en dialekt för torengi, som i sin tur betyder "att försvinna".

Sedan européerna anlände under 1700-talet har man kallat djuret för "den nyzeeländska uttern", "maoriuttern" och "nyzeeländska bävern", baserat på olika vittnesmål.

## Inga däggdjur
Det skulle vara underligt om Waitoreke skulle finnas, eftersom Nya Zeeland är känt som ett av de få landmassorna som inte har några inhemska landlevande däggdjur. Landet och öarna har dock fåglar, sälar, sjölejon och fladdermöss, och det är märkbart för hur fåglarna har utvecklats utan däggdjurs närvaro.
Nya Zeelands brist på däggdjur beror på separationen från superkontinenten Gondwana för cirka 80 miljoner år sedan, under Creataceous perioden. Man tror att det har funnits däggdjur under denna tid, men dessa försvann sedan, och inga fossil har heller hittats.
Nya upptäckter i Otago-havet tyder på att både reptiler och små däggdjur har funnits i Nya Zeeland innan Holoceneperioden, cirka 20 000 till 15 000 år sedan.

## Fynd
"Bevisen" för Waitorekens existens baseras främst på vittnesmål om oidentifierade amfibiska djur under de senaste 200 åren. Trots att påståendena verkar opålitliga, är beskrivningarna ganska samstämmiga och man har hittat likheter mellan detta och andra djur utanför Nya Zeeland.

## Teorier
Det finns olika teorier om vad en Waitoreke kan vara, bland annat just utter och bäver.
Man diskuterar fortfarande hur en Waitoreke kan ha kommit till Nya Zeeland, kanske med de kinesiska sjöfararna, eller de tidiga europeiska sjöfararna.